# Macratria aotearoa
Macratria aotearoa es una especie de coleóptero de la familia Anthicidae.

## Distribución geográfica
Habita en Nueva Zelanda.